# TET-Blätter
TET-Blätter, später Leibniz-Blätter, war der Titel der ersten Mitarbeiterzeitschrift in Deutschland. Die Zeitschrift wurde ab 1911, und, als Leibniz-Blätter, ab 1912 von der Firma Bahlsen in Hannover herausgegeben. Die Werkzeitschrift, mit der der Firmengründer Hermann Bahlsen schon zur Zeit des Deutschen Kaiserreichs seine Mitarbeiter unter anderem am Fortschritt der Firma teilhaben lassen wollte, wurde anfangs als „etwas durchaus Sensationelles“ angesehen. Das Blatt war von Anfang ein Spiegel des Unternehmens wie auch der jeweiligen Zeit.

## Geschichte
Die Leibniz-Blätter sollten einerseits als Bindeglied zwischen der Firmenleitung und sämtlichen Mitarbeitern dienen, andererseits die Arbeiter zur Fortbildung motivieren, während zugleich gehaltvolle Unterhaltung geboten wurde. Offengelegt wurden Zahlen und Daten aus dem Firmengeschehen, einzelne Erfolge namentlich herausgestellter Mitarbeiter etwa bei gelungenen Versuchen oder einzeln geschilderter Verkaufsaktionen. Über die jeweilige Käufer-Klientel, aber auch von „Keks“-Erfahrungen von Gruppen wie den Wandervögeln und Werbemaßnahmen anlässlich stationierter oder durchreisender Zeppeline wurde berichtet. Die für Bahlsen unter Vertrag genommenen Künstler und Kulturschaffenden wie Mela Köhler, Aenne Koken, Heinrich Mittag, Walter Kersting, Julius Diez, Paula Lübbers, Georg Herting, Ludwig Vierthaler, Peter Behrens, Karl Klaus, Emanuel Josef Margold, Ludwig Hohlwein, Carl Otto Czeschka, Karl Siebrecht oder Carl Bernhart wurden gelistet. Neben Beiträgen bekannter Autoren fanden sich in der Sparte „Persönliches Leben“ aber auch Hinweise und Ratschläge für die Probleme des ganz normalen Alltags.
Nach dem Zweiten Weltkrieg erschienen die Leibniz-Blätter von 1952 bis zur Ausgabe 2 von 1989 mit dem Untertitel Werkzeitung der H. Bahlsens Keksfabrik KG, bis 1990 kurzfristig als Bahlsen-Info. Leibniz-Blätter und seit 1991 als Bahlsen-Magazin. Seit 1996 wird das Magazin nur noch an Mitarbeiter herausgegeben.